# Estensione abeliana
In matematica, in particolare in teoria dei campi, una estensione abeliana è una estensione di Galois il cui gruppo di Galois è abeliano.
Il teorema di Kronecker-Weber afferma che ogni estensione abeliana finita di {\displaystyle \mathbb {Q} } è un sottocampo di un campo ciclotomico.
La teoria di Kummer classifica le estensioni abeliane di un campo {\displaystyle K}.

## Concetti correlati
Se il gruppo di Galois di un'estensione di Galois è un gruppo ciclico, allora si ha una estensione ciclica. Una estensione di Galois è detta risolubile se il gruppo di Galois associato è un gruppo risolubile.
Ci sono due definizioni leggermente differenti di estensione ciclotomica:
- una qualunque estensione di campi ottenuta aggiungendo una radice dell'unità;
- una sottoestensione di un'estensione di campi ottenuta aggiungendo una radice dell'unità.

La seconda definizione è più ampia della prima.

## Esempi
- Ogni estensione finita di un campo finito è un'estensione ciclica.
- Ogni campo ciclotomico è un'estensione ciclotomica (in entrambe le definizioni). Ogni estensione ciclotomica è abeliana (in entrambe le definizioni).
- Ogni estensione di Kummer è abeliana.